# Damernas masstart vid världsmästerskapen i skidskytte 2011
Damernas masstart vid VM i skidskytte 2011 avgjordes den 12 mars 2011 i Chanty-Mansijsk, Ryssland kl. 12:20 svensk tid (CET). 
Detta var damernas sista individuella tävling på världsmästerskapet. Distansen var 12,5 km och loppet innehöll fyra skjuttillfällen; två liggande som följdes av två stående och vid varje missat skott fick man en straffrunda som är ungefär 150 meter. Guldmedaljör blev Magdalena Neuner, Tyskland.

## Tidigare världsmästare
| År   | Ort             | Mästare          |
| ---- | --------------- | ---------------- |
| 2006 | Pokljuka        | Tävlades inte i  |
| 2007 | Antholz         | Andrea Henkel    |
| 2008 | Östersund       | Magdalena Neuner |
| 2009 | Pyeongchang     | Olga Zajtseva    |
| 2010 | Chanty-Mansijsk | Tävlades inte i  |

## Resultat
| Placering | Namn               | Land        | Tid     | Straffrundor (L+L+S+S) |
| --------- | ------------------ | ----------- | ------- | ---------------------- |
| 1         | Magdalena Neuner   | Tyskland    | 36:48,5 | 4 (0+1+2+1)            |
| 2         | Darja Domratjeva   | Vitryssland | 36:53,3 | 3 (2+1+0+0)            |
| 3         | Tora Berger        | Norge       | 37:02,5 | 3 (2+1+0+0)            |
| 4         | Kaisa Mäkäräinen   | Finland     | 37:12,7 | 3 (1+1+1+0)            |
| 5         | Teja Gregorin      | Slovenien   | 37:13,4 | 1 (0+0+1+0)            |
| 6         | Olga Zajtseva      | Ryssland    | 37:20,1 | 2 (0+1+0+1)            |
| 7         | Helena Ekholm      | Sverige     | 37:23,2 | 2 (0+1+0+1)            |
| 8         | Marie Dorin        | Frankrike   | 37:28,3 | 1 (0+0+0+1)            |
| 9         | Marie Laure Brunet | Frankrike   | 37:32,6 | 2 (1+0+0+1)            |
| 10        | Anastasija Kuzmina | Slovakien   | 37:33,1 | 3 (1+0+2+0)            |
| 11        | Michela Ponza      | Italien     | 37:58,8 | 2 (0+0+0+2)            |
| 12        | Tina Bachmann      | Tyskland    | 38:07,0 | 5 (2+1+1+1)            |
| 13        | Andrea Henkel      | Tyskland    | 38:07,7 | 5 (2+1+1+1)            |
| 14        | Miriam Gössner     | Tyskland    | 38:29,3 | 6 (1+1+2+2)            |
| 15        | Jekaterina Jurlova | Ryssland    | 38:31,8 | 4 (1+1+1+1)            |